# T34カリオペ
T34 カリオペは、第二次世界大戦中のアメリカ陸軍が使用した、戦車搭載型の多連装ロケット砲である。
この兵器名はミュージカル用楽器「カリオペ」（別名：蒸気オルガン）として知られる装置から付けられており、多数のパイプ状ロケット弾発射筒が並べられていることからこの名称が付けられた。

## 概要
この発射機はM4中戦車の砲塔上に配置され、60門の砲身から4.5インチM8 ロケット弾の弾幕射撃を行うことができる。
旋回は砲塔、俯仰は砲身によって行われるが、連動させるためリングに砲身を通すので主砲の発射はできなくなる。後に主砲防盾の張り出し上に板を追加してリングを載せる形に現地改造され、主砲発射が可能になった。
開発は1943年である。少数の車体が生産され、1944年-1945年にかけて様々なアメリカ軍陸上部隊に使用された。

## 各型
ロケット発射機T34（カリオペ）(Rocket Launcher T34 (Calliope)
60発の4.5インチM8 ロケット弾を携行する。発射機の構成は36本の砲身群を上部に、投棄可能な12本の砲身をペアとし、計24本を下部に装着する。M4A1中戦車の派生型から製作されたものは投棄不能とされた。
ロケット発射機T34E1（カリオペ）(Rocket Launcher T34E1 (Calliope)
T34と同様であるが、12本の投棄可能な砲身群が、14本の砲身群と交換された。
ロケット発射機T34E2（カリオペ）(Rocket Launcher T34E2 (Calliope)
ロケット弾の口径が4.5インチ（114mm）から7.2インチ（183mm）へと増強され、砲身の数は60門のまま残された。戦闘への投入は1944年-1945年である。

## 登場作品

### アニメ
『ストライクウィッチーズ』
テレビアニメ第3期「ROAD to BERLIN」にて、リベリオン（アメリカがモデルの架空国家）軍の兵器として登場。

### ゲーム
『R.U.S.E.』
アメリカ軍のロケットユニットとして登場。
『War Thunder』
アメリカ軍のRankII課金戦車として、「Rocket Launcher T34 Calliope」という名で登場する。プレミアム車両の中では最も高価。
『バトルフィールド1942 シークレット・ウェポン』
アメリカ軍の追加中戦車として登場する。
『バトルフィールドV』
キャンペーン「最後の虎」にて敵戦車として登場。オンラインにてアメリカ軍の要請ユニットとして使用可能。
『トータル・タンク・シミュレーター』
米国のロケット戦車T34 CALLIOPEとして使用可能。